# Chitarra preparata

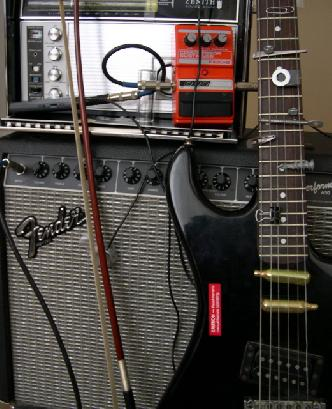
Chitarra preparata

Una chitarra preparata è una chitarra il cui timbro è stato modificato inserendo vari oggetti - la "preparazione" - sulle sue corde o tra di esse. Questa tecnica è chiamata anche  chitarra da tavolo ("tabletop guitar") perché parecchi chitarristi preferiscono suonare il loro strumento preparato dopo averlo poggiato su una superficie orizzontale. 

## Chitarristi
- Simon Angell (Patrick Watson)
- Glenn Branca
- Fred Frith
- Yuri Landman
- Thurston Moore (Sonic Youth)
- Lee Ranaldo (Sonic Youth)
- Keith Rowe
- Paolo Angeli